# Orbitina
Orbitina es un género de foraminífero bentónico de la familia Discorbidae, de la superfamilia Discorboidea, del suborden Rotaliina y del orden Rotaliida. Su especie tipo es Orbitina carinata. Su rango cronoestratigráfico abarca el Holoceno.

## Clasificación
Orbitina incluye a las siguientes especies:
- Orbitina caribana
- Orbitina carinata
- Orbitina exquisita
- Orbitina parri

Otra especie considerada en Orbitina es:
- Orbitina taguscovensis, aceptado como Crouchina taguscovensis